# Jean-Marie Rivière
Jean-Marie Rivière (18 de mayo de 1926 – 23 de abril de 1996) fue un actor, director teatral y director de music hall de nacionalidad francesa.

## Biografía
Nacido en Bergerac, Francia, fue una « figura emblemática del mundo del espectáculo », considerado durante largo tiempo como uno de los « reyes » de las noches parisinas.
Fue fundador y animador del Café des Arts, en Saint-Tropez, y de los cabarets parisinos Alcázar (1968), L'Ange Bleu y Paradis Latin (1977).
Jean-Marie Rivière falleció en París, Francia, en 1996.

## Teatro
Actor
- 1955 : La Grande Felia, de Jean-Pierre Conty, escenografía de Christian-Gérard, Teatro del Ambigu-Comique
- 1955 : Les Amants novices, de Jean Bernard-Luc, escenografía de Jean Mercure, Théâtre Montparnasse
- 1956 : La Nuit romaine, de Albert Vidalie, escenografía de Marcelle Tassencourt, Théâtre Hébertot
- 1957 : Les Hommes du dimanche, de Jean-Louis Roncoroni, escenografía de Georges Douking, Théâtre de la Michodière
- 1957 : Concerto, de Jean-Jacques Varoujean, escenografía de Jean Chapot, Théâtre de l'Œuvre
- 1957 : Bircotte dans la nuit, de Claude Spaak, escenografía de J. G. Chauffetaux, Théâtre en rond de Paris
- 1958 : Le Pain des jules, de Ange Bastiani, escenografía de Jean Le Poulain, Théâtre Verlaine
- 1959 : Le Carthaginois, a partir de Plauto, escenografía de Daniel Sorano, Théâtre du Vieux-Colombier
- 1960 : Le Zéro et l'Infini, de Sidney Kingsley, escenografía de André Villiers, Théâtre Antoine

Director
- 1977 : Au plaisir Madame, de Philippe Bouvard, Théâtre Michel

## Filmografía
- 1955 : Gas-oil, de Gilles Grangier
- 1956 : Bob, le flambeur, de Jean-Pierre Melville
- 1957 : Trois jours à vivre, de Gilles Grangier
- 1957 : Comme un cheveu sur la soupe, de Maurice Régamey
- 1958 : Le Dos au mur, de Édouard Molinaro
- 1958 : Le Désert de Pigalle, de Léo Joannon
- 1958 : Le Gorille vous salue bien, de Bernard Borderie
- 1959 : Le Petit Prof, de Carlo Rim
- 1960 : Hold-up à Saint-Trop', de Louis Félix
- 1960 : Le Saint mène la danse, de Jacques Nahum
- 1961 : Cocagne, de Maurice Cloche
- 1961 : Les Godelureaux, de Claude Chabrol
- 1961 : Saint-Tropez Blues, de Marcel Moussy
- 1962 : Le Gorille a mordu l'archevêque, de Maurice Labro
- 1963 : Commandant X, de Jean-Paul Carrère, episodio Dossier Elizabeth Grenier
- 1964 : D'où viens-tu Johnny ?, de Noël Howard
- 1970 : Elle boit pas, elle fume pas, elle drague pas, mais... elle cause !, de Michel Audiard
- 1970 : La Brigade des maléfices, de Claude Guillemot, episodio Les dents d'Alexis
- 1977 : Un juge, un flic, de Denys de la Patellière, episodio Les drogueurs
- 1978 : Le Dernier Amant romantique, de Just Jaeckin.
- 1980 : Tous vedettes, de Michel Lang
- 1986 : Paulette, la pauvre petite milliardaire, de Claude Confortès
- 1986 : Série noire, de Pierre Grimblat, episodio La nuit du flingueur
- 1986 : Monte Carlo, de Anthony Page
- 1987 : L'heure Simenon, episodio Le temps d'Anaïs

Radio
- Radioscopie, Radio France, 9 de junio de 1978

Documental
- André Halimi, Jean-Marie Rivière, de l'Alcazar au Paradis latin, France, 2007, emitido por France 3 el 29 de diciembre de 2007